# Marc Collins
Marc Collins (* Berlin) ist ein deutscher Fotograf. Er ist auf die Bereiche Glamour-, Mode-, Beauty-, Akt- und Porträtfotografie spezialisiert. 

## Biografie
Marc Collins entdeckte seine Leidenschaft zur Fotografie im Alter von 22 Jahren, als er mit der Leica seines Vaters seine ersten Fotoaufnahmen machte. Marc Collins begann als Autodidakt mit Mode- und Porträtfotos. Dabei eignete er sich den Umgang mit Kameratechniken (Fotografischer Effekt, Fototechnik), Lichttechniken und der Entwicklungsarbeit im Fotolabor an. Schon bald spezialisierte er sich auf die Fashion- und künstlerische Aktfotografie. 
Nach Aufenthalten in Hamburg, Kapstadt und Wien ist er heute wieder in Berlin als selbstständiger Fotograf tätig.

## Schaffen
Marc Collins’ Fotografien werden weltweit in Kalendern und Magazinen wie MAXIM, FHM, Esquire, Playboy, Photographie, Fine Art Photo und Men’s Health publiziert.